# Khelil Haddad
Pour les articles homonymes, voir Haddad.
Khelil Haddad (né le 6 avril 1970,) est un coureur cycliste algérien, qui a représenté son pays lors de grandes compétitions internationales. Il a notamment remporté la course en ligne des Jeux africains en 1991 et deux étapes du Tour de Tunisie en 1994.

## Palmarès
- 1991
  -  Médaillé d'or de la course en ligne aux Jeux africains
- 1994
  - 1re et 4eb étapes du Tour de Tunisie
  - 3e de Paris-Vierzon
- 1999
  - 2e du championnat d'Algérie du contre-la-montre
  - 3e du championnat d'Algérie sur route